# Kristen Alderson
Kristen Alderson est une actrice américaine née le 29 mai 1991 dans le comté de Bucks en Pennsylvanie.

## Biographie
Kristen Alderson débute à la télévision à l'âge de six ans.

## Filmographie
| Année     | Titre                    | Rôle                      | Notes |
| --------- | ------------------------ | ------------------------- | ----- |
| 1998-2012 | On ne vit qu'une fois    | Starr Manning             |       |
| 2002-2004 | Soap Talk (en)           | elle-même                 |       |
| 2005      | The Tyra Banks Show (en) | actrice                   |       |
| 2007      | Dancing with the Stars   | actrice                   |       |
| 2008      | The View                 | actrice                   |       |
| 2008-2013 | Entertainment Tonight    | actrice                   |       |
| 2012-2015 | Hôpital central          | Starr Manning Kiki Jerome |       |